# Tyrkło (jezioro)

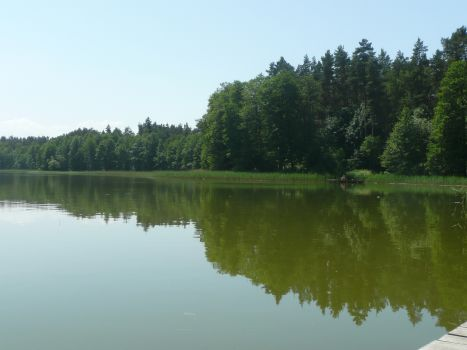
Jezioro Tyrkło

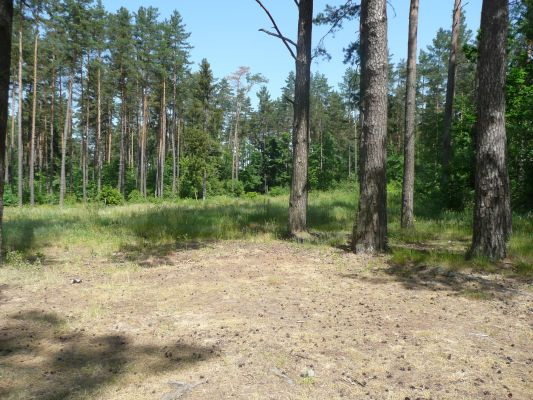
Bory sosnowe nad Jeziorem Tyrkło

Jezioro Tyrkło (niem. Tirklo-See, Türkle-See) – jezioro eutroficzne typu rynnowego o położeniu w kierunku południkowym, powierzchnia 236 ha, długość 5,2 km, szerokość do 0,6 km i głębokość maksymalnej 29,2 w województwie warmińsko-mazurskim, w powiecie piskim, w gminie Orzysz. Brzegi zalesione, w części północnej wysokie, wschodnie natomiast płaskie i miejscami podmokłe. W północnym krańcu Tyrkła znajduje się źródło. Brzeg, na którym występuje to źródło, przez miejscowych nazywane jest Wydra.

## Opis
Jezioro Tyrkło jest wąskie i długie rynnowe rozciągnięte z południa na północ na wysokości 116 m n.p.m. Koniec rozszerza się i stanowi ono przedłużenie północno-wschodniej zatoki jeziora Śniardwy. Przesmyk jest głębokim, żeglownym kanałem. Brzegi południowej części jeziora są płaskie i łagodnie wzniesione, natomiast w części północnej wysokie i strome (miejsca widokowe), brzegi jeziora porośnięte trzcinami. Mniej więcej w jednej trzeciej długości jeziora (licząc od Okartowa) na wschodnim brzegu ma swoje ujście rzeka Orzysza, płynąca z jeziora o tej samej nazwie. Piasek, który naniosła Orzysza, utworzył podwodny cypelek, stok tego wypłycenia jest bardzo dobrym łowiskiem szczupaków, okoni i sandaczy.
Na północ od ujścia Orzyszy znajduje się podwodny zarośnięty półwysep sięgający prawie do połowy jeziora. Poza tym przez całą szerokość jeziora przebiega garb o głębokości 7–8 m.

## Ptaki
Na jeziorze gniazduje lub żeruje kilkadziesiąt gatunków ptaków, m.in.: orzeł bielik, myszołów, rybołów, kaczki, perkozy, mewy, łabędzie.

## Ryby
Tyrkło nie należy do najłatwiejszych łowisk. Jego typowo rynnowy charakter objawiający się stromymi spadkami dna zaraz za pasem roślinności powoduje wędrówkę ryb bardziej przy brzegu. Patrząc na plan batymetryczny, z łatwością można zauważyć, że nie ma tutaj klasycznych podwodnych górek, zamiast nich występują podwodne cyple, które w większości przypadków są odbiciem nadwodnego ukształtowania terenu. Podwodne półki wykorzystywane są przez wszystkie zamieszkujące gatunki ryb. Gatunki liczne to: leszcz, szczupak, okoń, płoć. Inne ciekawe to: sandacz i węgorz.

## Zachodni brzeg jeziora
Wzdłuż zachodniego brzegu jeziora Tyrkło krawędź rynny jeziornej miejscami jest wyniesiona na blisko 10 m ponad lustro wody. Znajdują się na niej ubogie siedliska porośnięte borami sosnowymi, przy czym w drzewostanie, obok sosny zwyczajnej, pojawiają się brzoza brodawkowata i świerk zwyczajny. Droga jest piaszczysta, jak również cala krawędź rynny. W runie lasu dominują mchy i trawy, głównie śmiałek darniowy, oraz borówki. W okolicy znajduje się też kilka interesujących (rzadszych w rejonie) gatunków jak: kruszczyk szerokolistny, podkolan biały, pierwiosnka lekarska, gruszyczki mniejsza i jednostronna oraz występujący łanowo skrzyp zimowy. Interesującą rośliną, ze względu na saprofityczny tryb życia, jest bezzieleniowa korzeniówka pospolita.
Blisko zachodniego brzegu położona jest niewielka wysepka porośnięta drzewami, przez co widok jej zlewa się z brzegiem i jest mało widoczna.

## Południowa część jeziora
Południowa część Tyrkła to relatywnie płytki fragment jeziora, usiany zatopionymi kłodami drewna. Drewno pochodzi z pobliskiego tartaku. Tradycyjnym sposobem przetrzymywania wielkich kloców było zbijanie ich w tratwy i magazynowanie na jeziorze. Czasami tratwy rozsypywały się, a nasiąknięte bale wodą tonęły i osiadały na dnie. Z tamtych czasów pozostał las topielców, tak bowiem gwarowo określa się zatopione kłody.

## Okoliczne wsie
Jedyną wsią nad jeziorem jest położone na jego południowym krańcu Okartowo. Od lat 90. północno-wschodnia część jeziora w okolicy wsi Góra jest zabudowywana prywatnymi domami letniskowymi.

## Turystyka
Na obu brzegach miejsca na biwaki. Na północnym brzegu jeziora Tyrkło znajduje się duże pole namiotowe, wykorzystywane głównie przez harcerzy. Woda w jeziorze jest silnie mulista, dno (z wyjątkiem południowej części) miękkie i bagniste, z wieloma podwodnymi przeszkodami.
W sąsiedztwie pola biwakowego znajduje się niewielki cmentarz wojenny z okresu I wojny światowej, na którym spoczywa 3 poległych żołnierzy niemieckich i 29 rosyjskich. Występują również ślady licznych umocnień z okresu II wojny światowej ciągnące się aż do jeziora Buwełno.
W miejscu dawnej osady Tyrkło (53°51′00″N 21°50′44″E/53,850000 21,845556) znajduje się polana, wykorzystywana latem jako pole biwakowe. Obozowisko położone jest na kilku tarasach opadających w stronę jeziora. Latem polana przemienia się w plac biwakowy. Na samym dole obozowiska znajduje się niewielka plaża ze skromnym pomostem. Kilka metrów przed pomostem wybija źródełko, którego wody odprowadzane są do jeziora. Jezioro Tyrkło ma w tym miejscu średnio strome brzegi, co pozwala na wykształcenie się wąskiej strefy zadrzewień z olszą czarną oraz szuwarów trzcinowych, mannowego, mozgowego i niewielkich powierzchni turzycowisk. W zaroślach tych można znaleźć m.in. niezapominajkę błotną i pachnącą miętę nadwodną. Od strony wschodniej polany znajduje się silnie trująca roślina z rodziny baldaszkowatych – szczwół plamisty.
Obok polany, niecałe 200 m na prawo od rozwidlenia (przy drodze do wsi Góra), na wysokiej skarpie, znajduje się mogiła wojenna z lat 1914-1915, w której pochowani są niemieccy i rosyjscy żołnierze. Nieco dalej, u podnóża skarpy, na poboczu drogi znajdują się betonowe postumenty ze stalowymi elementami. Podczas drugiej wojny światowej znajdował się tu szlaban i wojskowy posterunek. Takie same ślady dawnego posterunku zobaczymy jeszcze dalej na drugim krańcu przesmyku w Cierzpiętach nad Jeziorem Buwełno. Podczas ostatniej wojny przesmyk między jeziorami Tyrkło i Buwełno stanowił ważny element w tzw. Giżyckiego Rejonu Umocnionego.

## Historia
W okresie wczesnośredniowiecznym tędy biegła granica między Galindami a Jaćwingami. Nad brzegami tego jeziora zachowały się ślady grodzisk i strażnic z tego okresu. Najlepiej zachowała się strażnica Galindów Tyrkło, na zachodnim brzegu jeziora, w odległości około 2,5 km na północ od wsi Okartowo.
Ślady innego grodziska występują na przeciwległym brzegu jeziora, a trzecie znajdowało się w Okartowie, tzw. Góra Zamkowa (Schlossberg). W czasach Zakonu Krzyżackiego powstał w tym miejscu niewielki zamek.
Jeszcze w okresie międzywojennym pojawiły się plany połączenia Tyrkła z odległym o 2 km jeziorem Buwełno, co pozwoliłoby na niezakłóconą żeglugę między tymi jeziorami i jeziorami Niegocin, Jagodne, Tałty, Mikołajskim i Śniardwy. Począwszy od XXI wieku planowano połączenie jezior tunelem.